# Lenguas cholanas
Las lenguas cholanas, ch'olanas  (propiamente dichas) o ch'ol-ch'ortí'   constituyen un subrupo filogenético del grupo cholano-tseltal de las lenguas mayances.

## Clasificación interna
El grupo está formado por cinco lenguas documentadas de las que actual solo sobreviven tres de ellas:

|  | Maya chontal |
|  |              |
|  | Ch'ol        |
|  |              |

|  | Ch'ortí' |
|  |          |
|  | Ch'oltí' |
|  |          |

|  | Maya chontal |
|  |              |
|  | Ch'ol        |
|  |              |

|  | Ch'ortí' |
|  |          |
|  | Ch'oltí' |
|  |          |

El final del proto-ch'olano se sitúa hacia el año 900 d. C., y estaba estrechamente emparentado con el proto-tzetalano.

## Relaciones con otros grupos
Las lenguas ch'olanas están estrechamente emparentadas con las lenguas tzeltalanas, ambos grupos forman el grupo ch'olano-tzeltalano que parece ser también un grupo filogenético válido, que empezó a diversificarse solo durante los primeros siglos del I milenio d. C.